# HMS Boyne (1790)
Pour les autres navires du même nom, voir HMS Boyne.
Le HMS Boyne est un vaisseau de ligne de 2e rang portant 98 canons en service dans la Royal Navy. Lancé à Woolwich le 27 juin 1790, il porte la marque du vice-amiral John Jervis en 1794 et est détruit dans un incendie le 1er mai 1795.

## Service actif
En 1794, le HMS Boyne, commandé par George Grey, porte la marque du vice-amiral John Jervis lors de l'expédition contre la Martinique, la Guadeloupe et Sainte-Lucie.

## Destruction

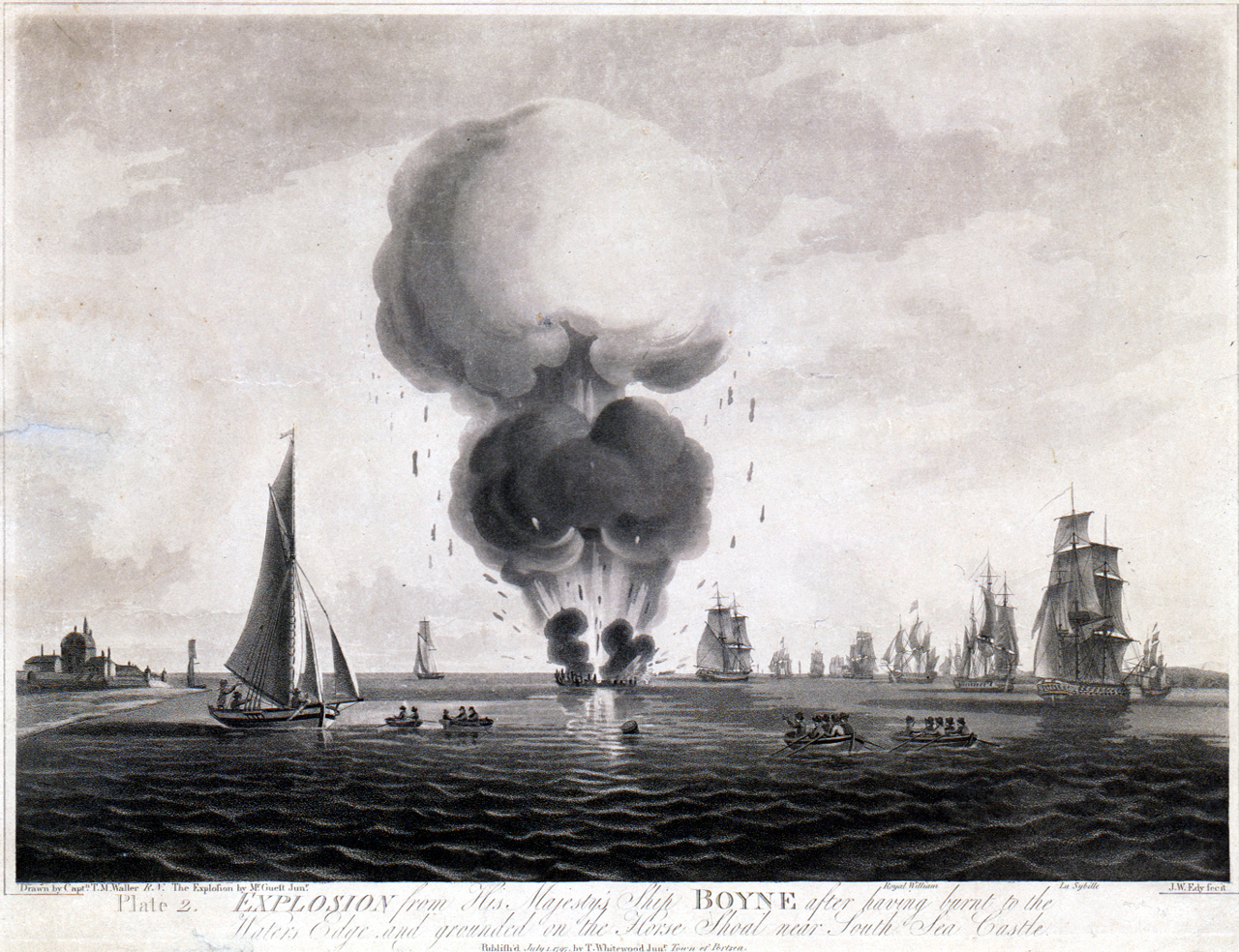
La gravure représente l'explosion, le 1er mai 1795, du navire de Sa Majesté Boyne (navire amiral du vice-amiral Sir John Jervis, en action dans les Antilles en 1794) après avoir brûlé jusqu'au bord de l'eau et s'être échoué sur le haut-fond Horse Shoal près de South Sea Castle en 1795. Montre également le Royal William et La Sybille, dessinés par l'un des officiers du Boyne.

Le HMS Boyne brûle et coule le 1er mai 1795 à Spithead. Le navire se trouve à l'ancre pendant que ses Royal Marines réalisent des exercices de tir. On suppose que la cheminée du poêle du carré des officiers, qui traversait les ponts, a mis le feu à des papiers dans la cabine de l'amiral. L’incendie n'est découvert que lorsque les flammes traversent la poupe, ce qui est trop tard pour le maîtriser. Le feu se propage rapidement et le navire est entièrement la proie des flammes en une demi-heure.
Aussitôt que la flotte découvre l'incendie, les autres vaisseaux envoient des embarcations pour aider à l'évacuation. En conséquence, les pertes au sein de l'équipage du HMS Boyle sont limitées à onze hommes. Simultanément, ordre est donné aux vaisseaux les plus exposés de lever l'ancre. Bien que la marée et les vents soient défavorables, tous les navires en danger réussissent à fuir vers St Helens.
Sous l'effet de la chaleur, la poudre des canons restés chargés explose et le brûlot tire sur les marins venus au secours de son équipage, tuant deux marins du HMS Queen Charlotte ancré à proximité et en blessant un autre. Plus tard dans la journée, le feu coupe les câbles d’amarrage et le Boyne dérive vers l'est avant de s'échouer en face du château de Southsea où il coule peu après.